# Министерство иностранных дел Гватемалы
Министерство иностранных дел Гватемалы (исп. Ministerio de Relaciones Exteriores, MINEX) — орган исполнительной власти в Гватемале, в ведении которого находятся вопросы внешней политики страны.
Министерство может предоставлять гватемальское гражданство, обеспечивает соблюдение иммиграционных законов страны, охраняет национальные пределы и границы, ведёт переговоры по международным договорам и соглашениям с другими странами и хранит копии тех, которые подписала Гватемала. Оно назначено законом для защиты национальных интересов за рубежом и является частью системы национальной безопасности.

## История
Начиная с XIX века, сразу после подписания независимости от Испании, государственное управление постепенно организовывалось. Был первый этап, когда Гватемала была частью Соединенных провинций Центральной Америки, и второй этап, начавшийся в 1847 году, когда Гватемала стала независимой, свободной и суверенной республикой, чтобы управлять своими собственными государственными делами. В течение этого времени различные исполнительные органы были организованы как «секретариаты», следуя испанской номенклатуре. Эта терминология включала Секретариат иностранных дел, который сохранял своё название до революции 20 октября 1944 года, как это видно из Закона об исполнительном органе, который содержится в декрете №47 Революционного совета, изданном 27 декабря 1944 года.
Однако срок действия был коротким, поскольку, когда Конституция Республики от 15 марта 1945 года вступила в силу, в этом конституционном порядке говорилось уже не о секретариатах, а о государственных министерствах. По этой причине Конгресс Республики обнародовал закон об исполнительной власти, изданный в декрете №93 Конгресса Республики от 25 апреля 1945 года, в котором впервые идёт речь о Министерстве иностранных дел.

## Логотипы

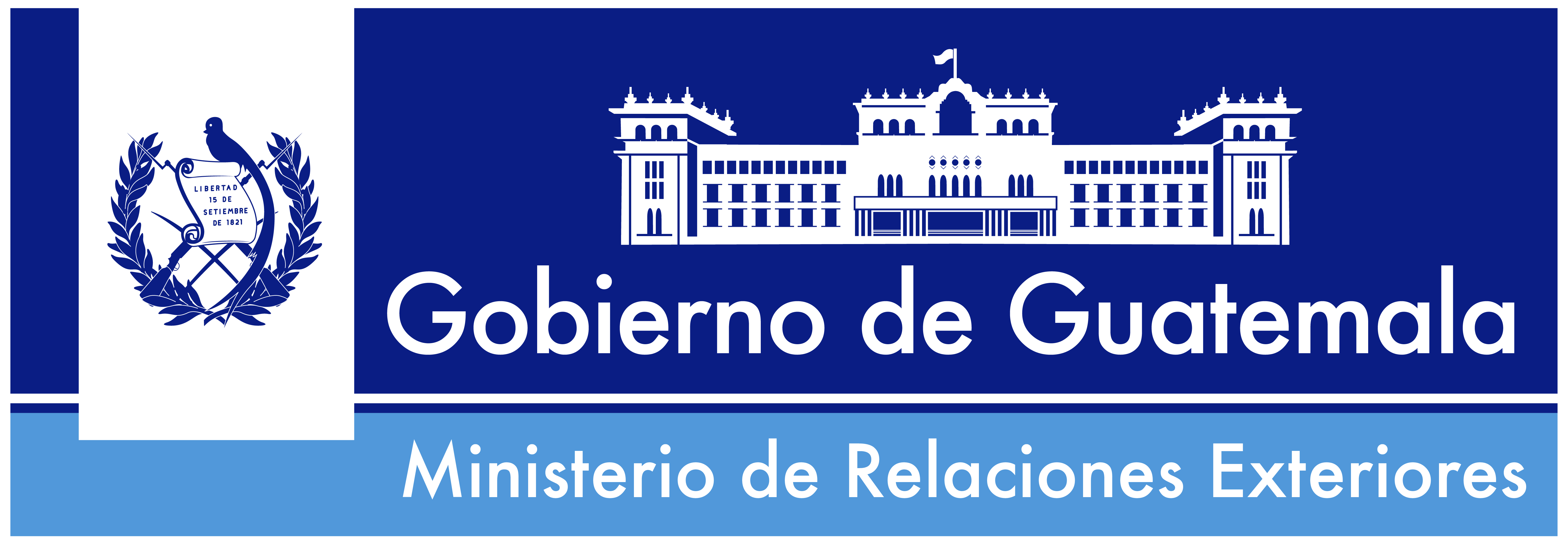
Логотип во время президентства Отто Переса Молины (2012—2014)
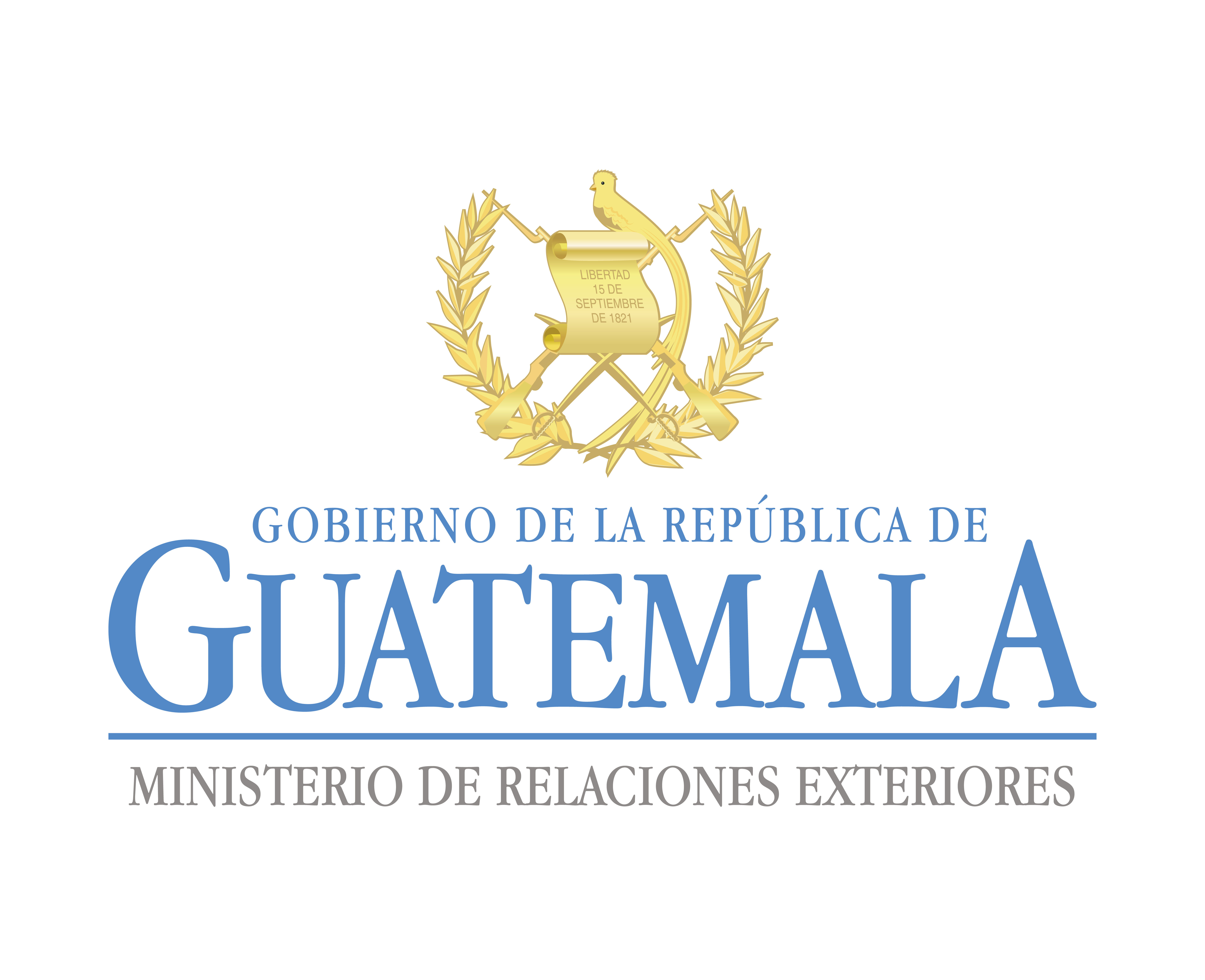
Логотип во время президентства Джимми Моралеса (2015—2020)
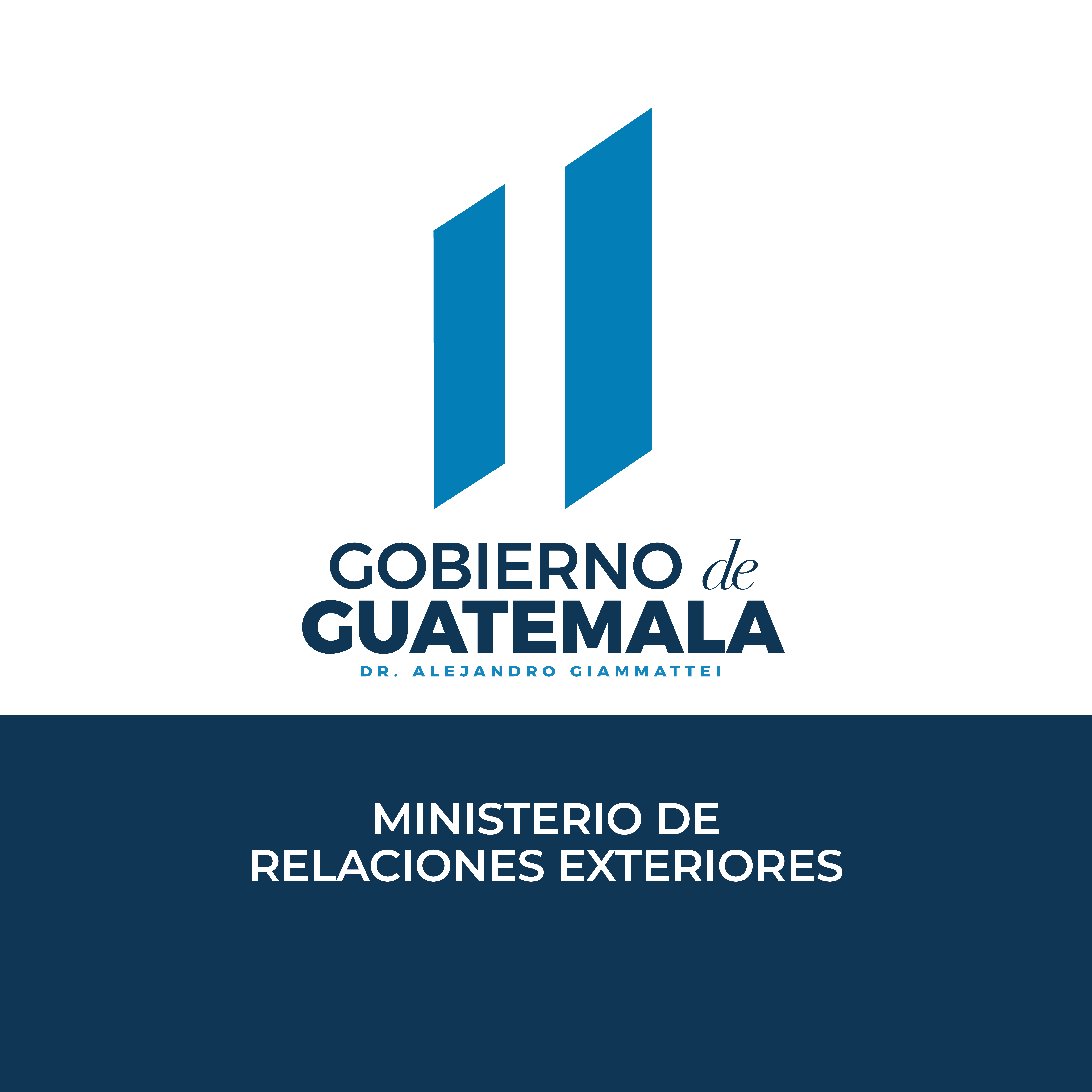
Логотип во время президентства Алехандро Джамматтеи (2020—2024)
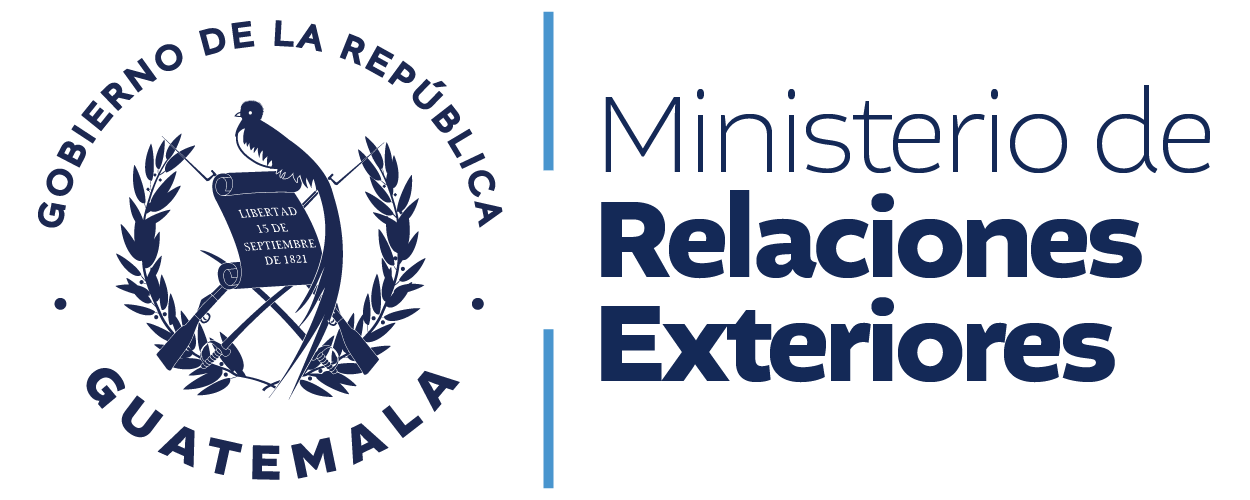
Логотип во время президентства Бернардо Аревало (2024—2028)